# Valle Aurelia (estación)
Valle Aurelia es una estación de la línea A del Metro de Roma. Se encuentra en la intersección de la Via Baldo degli Ubaldi con la via Angelo Emo.
Posee intercambio con la estación homónima, que otorga servicio a la línea FL3 del servicio de ferrocarriles suburbanos de Roma.

## Historia
La estación Valle Aurelia fue inaugurada el 29 de mayo de 1999 como inicio de la extensión de la línea A hacia Battistini. Sirvió, hasta el 1° de enero de 2000, como estación terminal provisoria;  para luego pasar a ser solo de tránsito.